# سو أرمسترونغ
سو أرمسترونغ هي لاعب هوكي الميدان كندية، ولدت في 14 ديسمبر 1973.